# إيوينغ كوفمان
إيوينغ كوفمان (بالإنجليزية: Ewing Kauffman)‏ هو شخصية أعمال أمريكي، ولد في 21 سبتمبر 1916 في ميزوري في الولايات المتحدة، وتوفي في 1 أغسطس 1993 في ميسن هيلز في الولايات المتحدة.